# Heterorachis simplex
Heterorachis simplex là một loài bướm đêm trong họ Geometridae.